# AZR
"Trung tâm thông tin người nước ngoài" Ausländerzentralregister (AZR) là một cơ sở dữ liệu của Đức, có 23,7 triệu bản ghi về người nước ngoài . Trong đó có dữ liệu từ 4,47 triệu công dân Liên minh châu Âu (Trạng thái: Tháng 2 2009).
Những dữ liệu được lưu về công dân nước ngoài ở Đức, những người có Giấy phép cư trú hoặc đơn xin tỵ nạn, hoặc đã được công nhận là người tỵ nạn.
Những dữ liệu về cá nhân, Aliaspersonalien, thông tin ngân hàng (u.a. zuständige Ausländerbehörde và các số tham chiếu), định danh cá nhân, Abschiebungen (cùng với các thông tin khác), Zurückweisungen, Auflagen, Beschränkungen, Visa v.v.. cũng được lưu cùng.
Trung tâm thông tin này được vận hành bởi Văn phòng Nhập cư và Di cư Liên bang và điều hành bởi Cơ quan Quản lý Liên bang. Trung tâm AZR là một trong những Trung tâm đăng ký có tính tự động và giàu thông tin nhất trong các cơ quan quản lý ở Đức.
Có khoảng 6.000 nhân viên có thể truy nhập vào Cơ sở dữ liệu này, gồm có: tất cả các nhân viên Sở Ngoại kiều, các nhân viên làm việc trong Ủy ban về người tị nạn, Cảnh sát- và Nhân viên Hải quan (via INPOL).

## Cơ sở pháp luật
Cơ sở pháp luật cho Trung tâm này là Bản mẫu:§§ ngày 2. Tháng 9 1994
(BGBl. I 1994). Thêm vào đó còn có Bản mẫu:§§ ngày 17. tháng 5 năm 1995 (BGBl. I 1995, S. 695).

## Lịch sử
Tiền thân của Trung tâm thông tin người nước ngoài là Trung tâm thẻ về người nước ngoài năm 1938. Năm 1953 có lời kêu gọi về 'sự theo dõi chặt chẽ người nước ngoài trong khu vực Liên bang', và sau đó có Trung tâm với tên gọi Ausländerzentralregister (AZR) được thành lập. Năm 1967 Trung tâm AZR là một trong những tổ chức đầu tiên được chuyển đổi sang xử lý dữ liệu tự động.

## Phê phán
Những người bảo vệ dữ liệu phê phán trung tâm AZR từ lâu. Năm 2000 Cơ quan quản lý Liên bang được tặng thưởng giải Big Brother Award cho việc điều hành AZR, do Cơ quan này đã hoạt động như một tổ chức „ phân biệt đối xử những công dân không phải là người Đức". Tòa án Hiến pháp Châu Âu quyết định vào tháng 12 năm 2008 (Rechtssache C-524/06), ở AZR chỉ được phép lưu những thông tin sau của công dân châu Âu, những thông tin cần thiết cho việc sử dụng về mô tả tình hình cư trú. Việc sử dụng dữ liệu để chống tội phạm và các mục đích thống kê là không được phép.

## Văn học
- Christian Streit và Udo Heyder: Ausländerzentralregistergesetz (AZR-Gesetz), Bình luận, Carl Heuymanns Verlag KG, 1997, ISBN 3-452-23226-3
- Thilo Weichert: Kommentar zum Ausländerzentralregistergesetz. Luchterhand-Verlag, Neuwied 2001, ISBN 3-472-03534-X